# لورانس هاردي
لورانس هاردي (بالإنجليزية: Lawrence Hardy)‏ (1 يناير 1913 - ) هو لاعب كرة قدم بريطاني في مركز مهاجم داخلي. لعب مع برادفورد سيتي وشروزبري تاون ونادي هارتلبول يونايتد.